# Byronosaurus
 Byronosaurus  ist eine Gattung theropoder Dinosaurier aus der Familie der Troodontidae, einer Gruppe vogelähnlicher Maniraptora. Dieser Dinosaurier war ein kleiner bipeder Fleischfresser, dessen Fossilien in Sedimentgesteinen der Oberen Kreide (spätes Campanium) der Mongolei gefunden wurden. Die einzige bisher bekannte Art (Typusart) ist Byronosaurus jaffei.

## Beschreibung

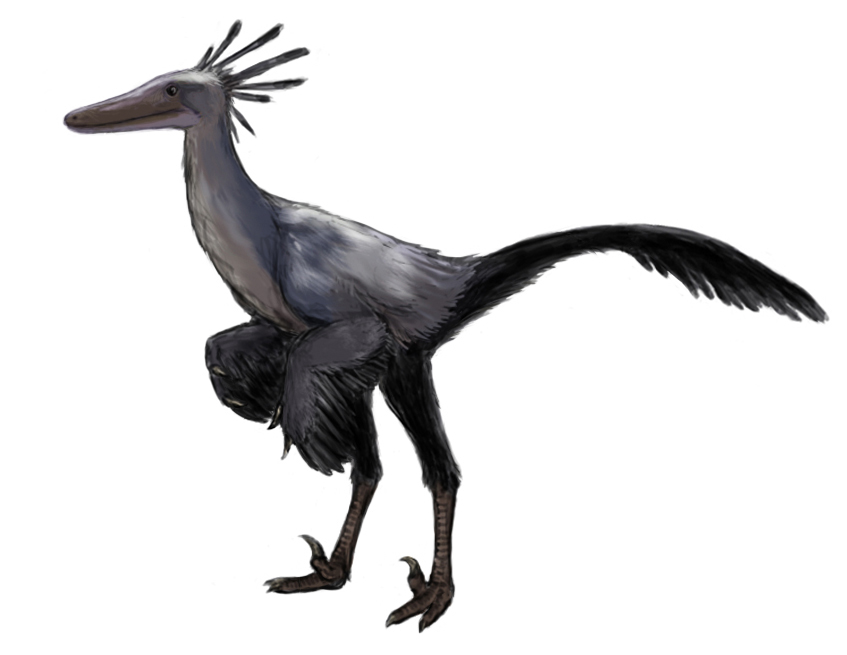
Hypothetische Darstellung von Byronosaurus

Byronosaurus erreichte eine Länge von 1,5 m, eine Höhe von 50 cm und ein Gewicht von 4 kg – damit gehörte er zu den kleinsten bekannten Dinosauriern. Wie alle Troodontiden, die wahrscheinlich zu den intelligentesten Dinosauriern gehörten, hatte Byronosaurus ein relativ großes Gehirn.
Seine nadelförmigen Zähne ähneln stark denen von Archaeopteryx und waren, anders als bei allen anderen bekannten Troodontiden, nicht gekerbt.
Wie seine Verwandten bejagte er wahrscheinlich kleine Tiere, seine Augen waren zum stereoskopischen Sehen fähig. Anders als seine Verwandten besaß er jedoch auch einen guten Geruchssinn.

## Funde und Fundgeschichte
Bisher wurden zwei Teilskelette gefunden, beide mit Schädel. Das Erste (das Holotyp-Material IGM 100/983) wurde im Jahr 1993 in Ukhaa Tolgod, einer reichen Fossillagerstätte in der südlichen Mongolei, entdeckt. Das Skelett wurde als Ansammlung loser Knochen geborgen – anders als andere Fossilien der Fundstelle, bei denen die Knochen oft miteinander verbunden aufgefunden wurden. Trotzdem konnte ein Fragment des Hirnschädels geborgen werden.
Spätere Untersuchungen zeigten jedoch, dass es sich bei dem Fund um die Überreste von zwei verschiedenen Dinosauriergattungen handelt; die Knochen eines Ornithomimiden waren mit denen von Byronosaurus vermischt. Die Ornithomimiden-Überreste (nun als IGM 100/987 bekannt) sind jedoch deutlich größer und konnten somit leicht aussortiert werden.
Byronosaurus wurde im Jahr 2000 von Norell, Mackinovicky und Clark wissenschaftlich beschrieben. Der Gattungsname sowie das Artepitheth ehren Byron Jaffe, dessen Familie paläontologische Expeditionen der Mongolian Academy of Sciences und des American Museum of Natural History gesponsert hatte.
Drei Jahre nach dem ersten Fund (1996) wurde sechs Kilometer westlich der ersten Fundstelle ein weiterer Fund gemacht. Das Skelett (IGM 100/984) wurde, da unter anderem alle Zähne keine Kerben hatten, ebenfalls Byronosaurus zugeschrieben. Obwohl die Überreste sehr fragmentarisch sind, zeigen sie viele Merkmale, die im Holotyp-Material nicht erhalten geblieben sind.